# F601ev
mova F601ev（ムーバ・エフ ろくまるいち イーブイ）は、富士通が開発したNTTドコモの第二世代携帯電話 (mova) 端末製品である。

## 概要
F601evのevは“executive version”の略とされ、エグゼクティブな人の携帯電話として1999年2月にドコモから発売されたフリップタイプの端末。
同時期にi-mode対応端末のF501iが発売されている。
携帯の小型化・低コスト化が進む中、ボディにマグネシウム成形のパーツや皮調のシボ模様で外観に高級感を出したほか、高音質なスピーカーを搭載している。
ドコモで初めて和音音源を搭載し、着信音に4音源和音による15種類のメロディーが選べる。ただし着信音の自作は出来ない。
音声認識機能を持ち、電話帳を検索したり発信することが出来た。

## 仕様
- 寸法:
  - 高: 125 ミリメートル
  - 幅: 43 ミリメートル
  - 厚: 21 ミリメートル
- 重量: 97 グラム
- 画面: ****
- 電池:
  - 連続待受時間: 200 時間
  - 連続通話時間: 130 分間
- SAR: 0.51 W/kg
- 機能
  - 漢字SMS対応
  - 4音源和音(プリセットのみ自作不可)

## 歴史
- 1999年 2月16日 : F601ev 発表。
- 1999年 2月19日 : F601ev 発売開始。